# 남궁염

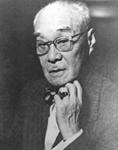
말년의 남궁염.

남궁염(南宮炎, 1888년 3월 17일 ~ 1961년 11월 29일, 미국명 데이비드 남궁(David Y. Namkoong)은 한국의 독립운동가 겸 외교관이다. 대한인동지회 뉴욕시 지부의 지부장이었으며, 대한민국 정부 수립 직후부터 1960년 6월까지 제1대 뉴욕 한국 총영사관 총영사를 역임하였다.

## 생애

### 유학과 독립운동
남궁염은 1888년 3월 17일 한성부 정동에서 남궁억의 아들로 출생하였다. 어려서 배재학당에서 영어를 배우고 1905년 을사보호조약이 체결되자, 개화파 인사 박영효의 주선으로 미국으로 건너가 고학으로 버지니아 주 랜돌프 매건 대학교를 다녔다. 대학에 재학 중 우연히 이승만을 만나 독립운동에 몸을 던졌다.
미국 유학 중 남궁염은 1921년, 북미한인학생회(北美韓人學生會) 대표로 대한민국 임시정부에 청원서를 제출하였으며 같은 해 미국 뉴욕에서 이승만(李承晩), 이용직(李容稷) 등과 함께 조국 광복을 목적으로 하는 비밀결사 조직을 결성하였다. 또한 허정, 이기붕 등과 함께 동지회의 뉴욕 지부의 결성에도 참여하였다. 1922년 대한민국 임시정부 구미외교위원부(歐美委員部) 위원으로 피선되었고, 1924년 구미위원부의 임시 위원장으로 활동하면서 재미한인들에게 독립운동자금을 모금하였다.
1928년에는 허정, 이기붕 등과 함께 삼일신보사(三一申報社) 창립 발기인으로 참여하였으며 1933년 한국대일전선통일동맹의 뉴욕지부 대표후보로 활동하였다. 1938년 일시 귀국하여 충청북도 제천군 금성면의 삼화성광산(三火星鑛山)을 운영하다가 다시 미국으로 출국하였다. 1941년 다시 구미위원부 위원에 재선임되고 1942년 이후 북미동지회(北美同志會) 총부장, 재미한족연합위원회(在美韓族聯合委員會) 경제위원을 역임하면서 재미 한인사회의 단결을 위해 노력하였다.

### 외교관, 교민단체 활동

1949년 8월 15일, 뉴욕 월도프 아스토리아 호텔에서 성대하게 거행된 대한민국 건국 첫 돌 기념 행사. 앞줄 왼쪽으로 세번째부터 이매리 이원순 부부, 한사람 건너 남궁염 초대 뉴욕 총영사와 근우회 총무였던 부인 우복자 여사.

남궁염은 이승만의 독립운동 뒷바라지와 함께 뉴욕 동지회를 꾸려나가기도 하였다. 1945년 8월, 해방이 되고 그 해 10월, 이승만이 귀국하자 동지회 뉴욕지부를 지도하였으며, 이승만이 대통령에 당선되었을 때도 남들처럼 귀국하지 않고 뉴욕 한인회를 지도하였다. 정부 수립 직후 이승만 대통령으로부터 특별히 뉴욕 총영사가 되어 활동했다. 한편 그의 부인 우조안는 하와이 호놀룰루의 한인 동지회의 지부장이 되었다. 정부 수립 이후에도 매년 하순 혹은 가을에 개최되는 미국내 한인대회에 반드시 참석하였다.
그는 대한민국 정부로부터 일체의 비용을 받지 못하였으나 자신이 활동비를 조달하고 영사관 건물을 마련하였다. 가난한 나라의 청빈한 외교관이었으나 한인 교민들의 정착에 크게 기여하였다. 1955년 7월 8일에는 외자청(外資廳) 겸임 이사관(兼任理事官)에 임명되었다. 1960년 4.19가 터지자 이승만의 사퇴 후 그해 6월 그도 총영사직을 사직하고 하와이로 은퇴하였다. 사직서는 그해 7월 14일에 수리되었다.
심장병으로 고생하다가 1961년 11월 29일에 사망하였다.

### 사후
그의 시신은 화장되어 74년에 환국하였다. 유골은 강원도 홍천 선영에 묻혔다. 2011년에 건국훈장 애족장이 추서되었다.
아들 준은 오하이오주 클리블랜드에 있는 미우주항공국 리서치 엔지니어로 근무하고 있었고 딸 혜원(54)은 아시아개발은행에 근무하던 민병휘와 결혼, 필리핀 마닐라에서 인터내셔널 스쿨의 카운슬러로 있었다. 아들 진은 미농무성 산림국 육종고문으로 있으면서 당시 노스 캐롤라이나 주립대학 임목육종학 교수로 재직하였다.

## 가족 관계
- 할아버지 : 남궁영(南宮泳), 조선왕조에 중추부도사(都事) 역임
- 할머니 : 덕수 이씨(德水 李氏)
- 아버지 : 남궁억(南宮檍, 1863년 12월 27일 ~ 1939년 4월 5일), 호는 한서(翰西)
- 어머니 : 양혜덕(梁惠德, 1866년 9월 13일 - 1937년 1월 20일
  - 여동생 : 남궁숙경, 남궁자경(, 다른 이름은 남궁삼인(南宮三仁), 1896년 - )
  - 매제 : 윤광선(尹光善, 1898년 11월 17일 ~ 1950년(?)), 한국의 독립운동가 윤치호의 아들
    - 외조카: 윤용구(尹龍求, 1919년 2월 16일 - ?)
    - 외조카: 윤정구(尹鼎求, 1927년 - , 기업인·고려원양(주) 전무 역임)
    - 외조카: 윤명구(尹明求, 1930년 - ?)
    - 외조카딸: 윤자희, 음악인
    - 외조카딸: 윤정희
    - 조카사위: 채동규(蔡東圭, 1917년 - 2003년 12월 18일[5], 서울대학교 약학대학 제2대 학장, 대한약학회 회장 역임
    - 외조카딸: 윤성희(1929년 - )
    - 조카사위: 원석연(元錫淵, 1922년 - 2003년 11월 5일, 화가)
- 부인 : 우조앤(1899년 - ?)
  - 아들 : 남궁준(1924년 - )
  - 딸 : 남궁혜원(1930년 - )
  - 아들 : 남궁진

## 기타
랜돌프 매건 대학 재학 중, 그는 이승만에게서 당시 조지 워싱턴 대학에서 의학부 학생이던 우복자를 소개받아 교제, 1924년 8월 20일, 뉴욕에서 결혼식을 올렸다. 이승만은 우복자의 친정 아버지 우흥태와 YMCA 시절부터 친한 사이였으며, 후일 그의 중매를 했던 것이다.
결혼식 때도 신부의 아버지가 결혼식 직전에 이미 귀국을 하여 다시 나오기 힘들자, 이승만이 아버지 우흥태를 대리하여 신부를 데리고 입장했다 한다. 그녀 또한 1919년, 필라델피아 한인대회에도 미국 유학생 신분으로 참가하여 이미 예전부터 이승만과의 친분이 있었다.
그와 같은 인연으로 남궁염은 이승만을 장인처럼 대우하였고 이승만은 이후로도 뉴욕을 방문할 때마다 거의 남궁염의 집에 들러서 묵었으며 이승만을 할아버지처럼 따랐던 남궁염의 자녀들과 허드슨 강변에서 종종 낚시도 했다 한다.
그의 부인 우복자는 이승만이 자신의 약혼자인 프란체스카를 오스트리아에서 뉴욕으로 데려오던 날, 이승만과 함께 마중을 나가기도하고 결혼식에서 신부 들러리를 서기도하며 틈이 날 때마다 조선 사회에 대한 코치를 해주기도 했다.
우복자의 친부가 이승만의 큰 누님의 남편인 우태명이라는 주장도 있다. 만약 이것이 사실이라면 우조앤은 이승만의 조카 우종구와 형제자매 관계가 된다.

## 같이 보기
- 대한민국의 외교
- 삼일신보
- 임정 구미위원부
- 남궁억
- 이승만
- 윤치호
- 윤광선
- 뉴욕 총영사
- 윤장선

## 참조
1. ↑  "정부인사발령", 동아일보 1949년 2월 23일자 1면, 정치면
2. ↑  본명 우복자
3. ↑  "정부인사발령", 경향신문 1955년 7월 8일자 1면, 정치면
4. 1 2 3 4  뉴욕한인 이야기/ 남궁염 초대 뉴욕총영사 미주한국일보
5. ↑  “1등 인터넷뉴스 조선닷컴”. 2012년 1월 18일에 원본 문서에서 보존된 문서. 2013년 5월 16일에 확인함.
6. ↑  “조선~이승만 도미(1905) - 탑골공원 사진”. 2019년 5월 14일. 2024년 4월 2일에 원본 문서에서 보존된 문서. 2024년 4월 2일에 확인함.